# Гуденаф, Сэмюел
Сэмюел Гуденаф (29 апреля 1743, Weyhill — 12 августа 1827, Уэртинг, Западный Суссекс) — епископ Карлайла с 1808 года вплоть до своей смерти в 1827 году, а также ботаник-любитель и коллекционер растений. В честь него был назван род растений Goodenia и птица краснолобая петроика Petroica goodenovii.
Кроме того, Уильям Кирби упомянул Самуэля Гуденафа в своём труде 1802 года о пчелах Англии (Monographia Apum Angliae), на странице 182, отмечая, что вид пчёл Nomada goodeniana названа именно в честь Гуденафа.

## Биография
Гуденаф родился в Кимптон близ Уэйхилла, графство Хэмпшир, 29 апреля 1743 года. Был третьим сыном преподобного Уильяма Гуденафа, приходского священника Броутон-Поггса, Оксфордшир. В 1750 году семья вернулась в Броутон, а сам Сэмюэл поступил в школу Витни под руководством преподобного Бенджамина Гаттериджа. Пять лет спустя он продолжил обучение в Вестминстерской школе, где директором был Уильям Маркхэм. Затем стал королевским стипендиатом и в 1760 году получил стипендию и поступил в колледж Крайст-черч Оксфордского университета, получив степень бакалавра искусств 9 мая 1764 года, магистра искусств 25 июня 1767 года и доктора гражданского права 11 июля 1772 года.
В 1766 году Гуденаф вернулся в Вестминстерскую школу преподавателем, проработав там четыре года, пока не оставил должность ради церковной карьеры, унаследовав право назначения священнослужителей прихода Броутон-Поггс от своего отца и став викарием церкви деревни Брайз-Нортон, Оксфордшир. Женился 17 апреля 1770 года на Элизабет, старшей дочери Джеймса Форда, бывшего врача Мидлсекского госпиталя. Через два года открыл собственную школу в Илинг, которой руководил на протяжении 26 лет, воспитывая сыновей многих представителей знати и дворянства.
Несмотря на известность как педагог-классик, главной страстью Гудинофа была ботаника. Когда в 1787 году было основано Линнеевское общество, он принял участие в разработке его устава и стал казначеем общества в первый год его существования. Внёс вклад своим научным исследованием семейства осоковых (Carex) во втором и третьем выпусках «Трудов Общества». Помимо вице-президентства в Линнеевском обществе, когда президентом был сэр Джеймс Эдвард Смит, Гудинаф также некоторое время исполнял обязанности вице-президента Королевского общества Великобритании (стал членом которого в 1789 году), возглавляемого сэром Джозефом Банксом, и участвовал в работе Общества антиквариев.
В 1797 году Гуденафу получил дом причта в Кропреди от епископа Оксфордского, годом позже он занял должность капеллана собора Святого Георгия в Виндзоре, а в 1802 году повышен до должности декана Рочестера. Благодаря поддержке герцога Портленда, чьи сыновья были учениками Гуденафа, в 1808 году он возведён в сан епископа Карлайла. Скончался в Ворсинге 12 августа 1827 года, пережив свою жену на одиннадцать недель, и похоронен 18 августа того же года в северной части нефа Вестминстерского аббатства.
У Гуденафа остались три сына, ставшие священниками (Сэмюэл, Джеймс, Роберт Филипп и Эдмунд), и четверо дочерей.